# Misty (serie televisiva)
Misty (미스티?, MiseutiLR) è un drama coreano trasmesso su JTBC dal 2 febbraio al 24 marzo 2018.

## Trama
Go Hye-ran è la conduttrice di punta del notiziario delle nove del canale JBC, una donna ambiziosa che, dieci anni prima, lasciò il suo amante squattrinato, Lee Jae-young, per sposare il procuratore Kang Tae-wook. Il loro matrimonio non si è mai basato sull'affetto reciproco e, sebbene Tae-wook ami la moglie, i due vivono da separati in casa, soprattutto da quando la donna ha abortito per proseguire la propria carriera. Sentendosi minacciata sul posto di lavoro da Han Ji-won, una collega più giovane e spigliata, Hye-ran decide di procurarsi un'intervista esclusiva con il golfista che ha appena vinto un importante campionato americano, Kevin Lee, scoprendo tuttavia che si tratta di Jae-young. Quando poi l'uomo rimane ucciso in un incidente stradale e la polizia sospetta che si tratti di omicidio, Hye-ran diventa la principale sospettata del caso.

## Personaggi
- Go Hye-ran, interpretata da Kim Nam-joo e Park Shi-woo (da adolescente)
- Kang Tae-wook, interpretato da Ji Jin-hee
- Seo Eun-joo, interpretata da Jeon Hye-jin e Park Ga-ram (da adolescente)
- Ha Myung-woo, interpretato da Im Tae-kyung e Seo Ji-hoon (da adolescente)
- Lee Jae-young/Kevin Lee, interpretato da Go Joon
- Han Ji-won, interpretata da Jin Ki-joo
- Detective Kang Ki-joon, interpretato da Ahn Nae-sang

### Personaggi secondari
- Direttore Jang Gyu-seok, interpretato da Lee Geung-young
- Oh Dae-woong, interpretato da Lee Sung-wook
- Kwak Gi-seok, interpretato da Goo Ja-sung
- Lee Yeon-jung, interpretata da Lee Ah-hyun
- Procuratore Byun Woo-hyun, interpretato da Kim Hyung-jong
- Jung Ki-chan, interpretato da Lee Jun-hyeok
- Yoon Song-yi, interpretata da Kim Soo-jin
- Choi Ki-seop, interpretato da Kang Deuk-jong
- Park Sung-jae, interpretato da Shin Kang-woo
- Kang Han-soo, interpretato da Jun Kook-hwan
- Madre di Tae-wook, interpretata da Kim Bo-yeon
- Lee Young-shil, interpretata da Yeon Woon-kyung
- Baek Dong-hyun, interpretato da Jung Young-ki
- Han Ki-hoon, interpretato da Kwak In-joon
- Kang In-han, interpretato da Nam Kyung-eup
- Jung Dae-han, interpretato da Kim Myung-gon

## Ascolti
| Episodio | Titolo                    | Data di trasmissione | Dati AGB            | Dati AGB                   | Dati TNMS |
| Episodio | Titolo                    | Data di trasmissione | A livello nazionale | Area metropolitana di Seul | Dati TNMS |
| -------- | ------------------------- | -------------------- | ------------------- | -------------------------- | --------- |
| 1        | Incrinatura (균열?)       | 2 febbraio 2018      | 3,473%              | 3,513%                     | 3,7%      |
| 2        | Provocazione (도발?)      | 3 febbraio 2018      | 5,074%              | 5,599%                     | 4,4%      |
| 3        | Dualità (이면?)           | 9 febbraio 2018      | 3,885%              | 4,003%                     | 3,2%      |
| 4        | Pozzo senza fondo (나락?) | 10 febbraio 2018     | 4,789%              | 5,342%                     | 4,1%      |
| 5        | Scandalo (추문?)          | 16 febbraio 2018     | 5,390%              | 5,960%                     | 4,7%      |
| 6        | Variabile (변수?)         | 17 febbraio 2018     | 7,081%              | 7,832%                     | 5,9%      |
| 7        | Segreto (비밀?)           | 23 febbraio 2018     | 5,965%              | 6,356%                     | 6,5%      |
| 8        | Detenuta (단죄?)          | 24 febbraio 2018     | 6,324%              | 7,141%                     | 4,7%      |
| 9        | Isolamento (고립?)        | 2 marzo 2018         | 6,908%              | 6,870%                     | 6,0%      |
| 10       | Minaccia (위협?)          | 3 marzo 2018         | 7,693%              | 8,465%                     | 7,8%      |
| 11       | Dichiarazione (고백?)     | 9 marzo 2018         | 6,658%              | 7,352%                     | 5,6%      |
| 12       | Confidenziale (복심?)     | 10 marzo 2018        | 6,868%              | 6,926%                     | 7,0%      |
| 13       | Spergiuro (위증?)         | 16 marzo 2018        | 7,467%              | 7,821%                     | 6,4%      |
| 14       | Verità (진실)?            | 17 marzo 2018        | 8,058%              | 8,266%                     | 7,4%      |
| 15       | Senza speranza (무망)?    | 23 marzo 2018        | 7,266%              | 7,713%                     | 6,6%      |
| 16       | Fumo e nebbia (연무)?     | 24 marzo 2018        | 8,452%              | 8,938%                     | 7,9%      |
| Media    | Media                     | Media                | 6,334%              | 6,756%                     | 5,7%      |

## Colonna sonora
1. Painful Love (사랑은 아프다) – Lee Seung-chul
2. Knockin' on Heaven's Door – Klang
3. Don't Cry – Klang
4. Someday – Lee Seung-chul
5. Forever (영원) – Min Young-ki
6. On The Way (그 길에) – Im Han-byul
7. Misty
8. There Were None
9. Blind Love
10. Run
11. Dangerous Affair
12. Desire
13. Glass Ceiling
14. Return
15. Provoke
16. Stress
17. Behind
18. Don't Be Crying
19. Memorize
20. Naraka
21. Counterattack

## Riconoscimenti
| Anno | Premio                  | Categoria                   | Ricevente    | Risultato       |
| ---- | ----------------------- | --------------------------- | ------------ | --------------- |
| 2018 | Baeksang Arts Awards    | Miglior drama               | Misty        | Candidato/a     |
| 2018 | Baeksang Arts Awards    | Miglior regista             | Mo Wan-il    | Candidato/a     |
| 2018 | Baeksang Arts Awards    | Miglior attrice             | Kim Nam-joo  | Vincitore/trice |
| 2018 | Baeksang Arts Awards    | Miglior attrice di supporto | Jeon Hye-jin | Candidato/a     |
| 2018 | APAN Star Awards        | Gran premio (Daesang)       | Kim Nam-joo  | Candidato/a     |
| 2018 | APAN Star Awards        | Miglior nuova attrice       | Jin Ki-joo   | Candidato/a     |
| 2018 | The Seoul Awards        | Miglior attrice             | Kim Nam-joo  | Vincitore/trice |
| 2018 | Asian Television Awards | Miglior regista             | Mo Wan-il    | In attesa       |
| 2018 | Asian Television Awards | Miglior attrice             | Kim Nam-joo  | In attesa       |

## Distribuzioni internazionali
| Paese     | Canale/i          | Prima TV                         | Titolo adottato               |
| --------- | ----------------- | -------------------------------- | ----------------------------- |
| Hong Kong | Now TV            | 27 agosto-17 settembre 2018      | Misty (Nebbiosa)              |
| Hong Kong | Viu TV            | 13 dicembre 2018-11 gennaio 2019 | 謎霧殺機 (Nebbia del mistero) |
| Taiwan    | CTi Entertainment | 18 ottobre-21 novembre 2018      | 謎霧 (Nebbia misteriosa)      |
| Singapore | Hub VV Drama      | 6 aprile-25 maggio 2019          | 謎霧 (Nebbia misteriosa)      |
| Filippine | GMA Network       | 29 giugno-3 settembre 2020       | Misty (Nebbiosa)              |